# Bessel (cráter)

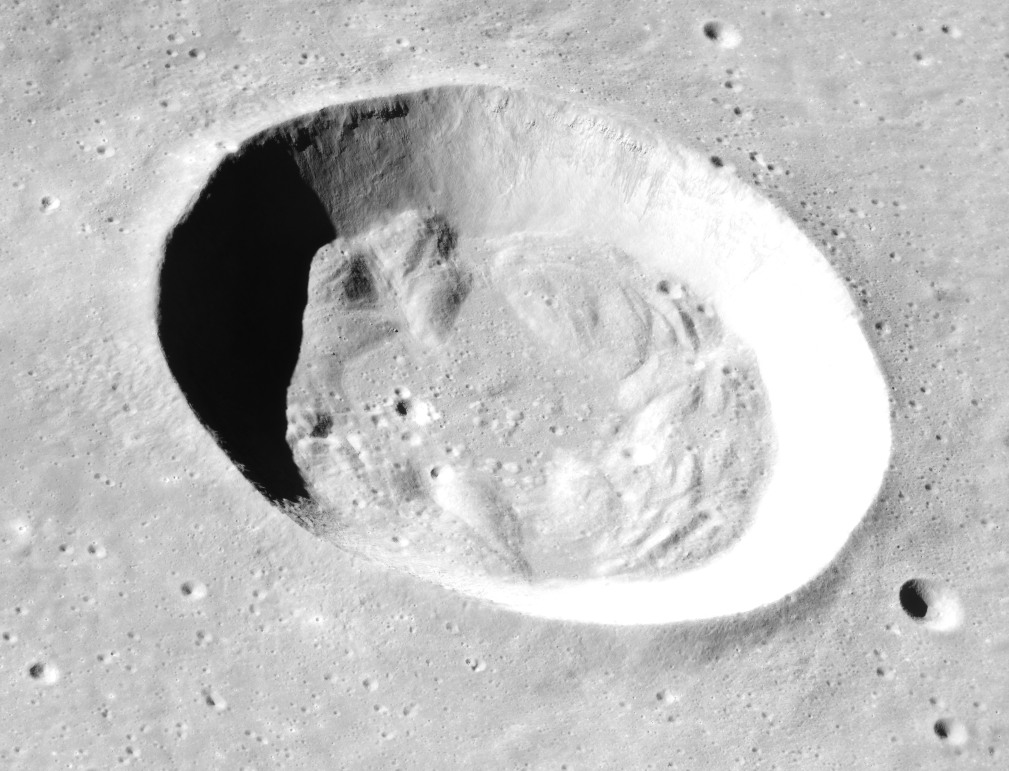
Fotografía de la misión Apolo 15

Bessel es un pequeño cráter de impacto lunar que se encuentra en la mitad sur del Mare Serenitatis. A pesar de su pequeño tamaño, este es el cráter más grande situado en su totalidad dentro del mar. Se encuentra al norte-noreste del cráter Menelaus.
Este cráter es circular y en forma de cuenco, con un borde que tiene un albedo más alto que el suelo del mare circundante. El borde externo no está desgastado de manera significativa, y no muestra características notables en el interior, aparte de algún hundimiento de material en las paredes interiores. Bessel no es de tamaño suficiente para haber desarrollado las estructuras en terraza de los cráteres más grandes. Fue denominado en memoria de Friedrich Wilhelm Bessel.
|  |  |

Una gran sistema radial, muy probablemente del cráter Tycho, cruza el mare de norte a sur, pasando por el lado occidental de Bessel.
El cráter fue denominado oficialmente por la IAU en 1935.

## Cráteres satélite
Por convención estos elementos son identificados en los mapas lunares poniendo la letra en el lado del punto medio del cráter que está más cerca de Bessel.
|        | \| Bessel \| Coordenadas \| Diámetro \| \| ------ \| ---------------------------- \| -------- \| \| D \| 27°18′N 19°54′E / 27.3, 19.9 \| 5 km \| \| F \| 21°12′N 13°48′E / 21.2, 13.8 \| 1 km \| \| G \| 21°06′N 14°42′E / 21.1, 14.7 \| 1 km \| \| H \| 25°42′N 20°00′E / 25.7, 20.0 \| 4 km \| |          |
| Bessel | Coordenadas | Diámetro |
| D      | 27°18′N 19°54′E / 27.3, 19.9 | 5 km     |
| F      | 21°12′N 13°48′E / 21.2, 13.8 | 1 km     |
| G      | 21°06′N 14°42′E / 21.1, 14.7 | 1 km     |
| H      | 25°42′N 20°00′E / 25.7, 20.0 | 4 km     |

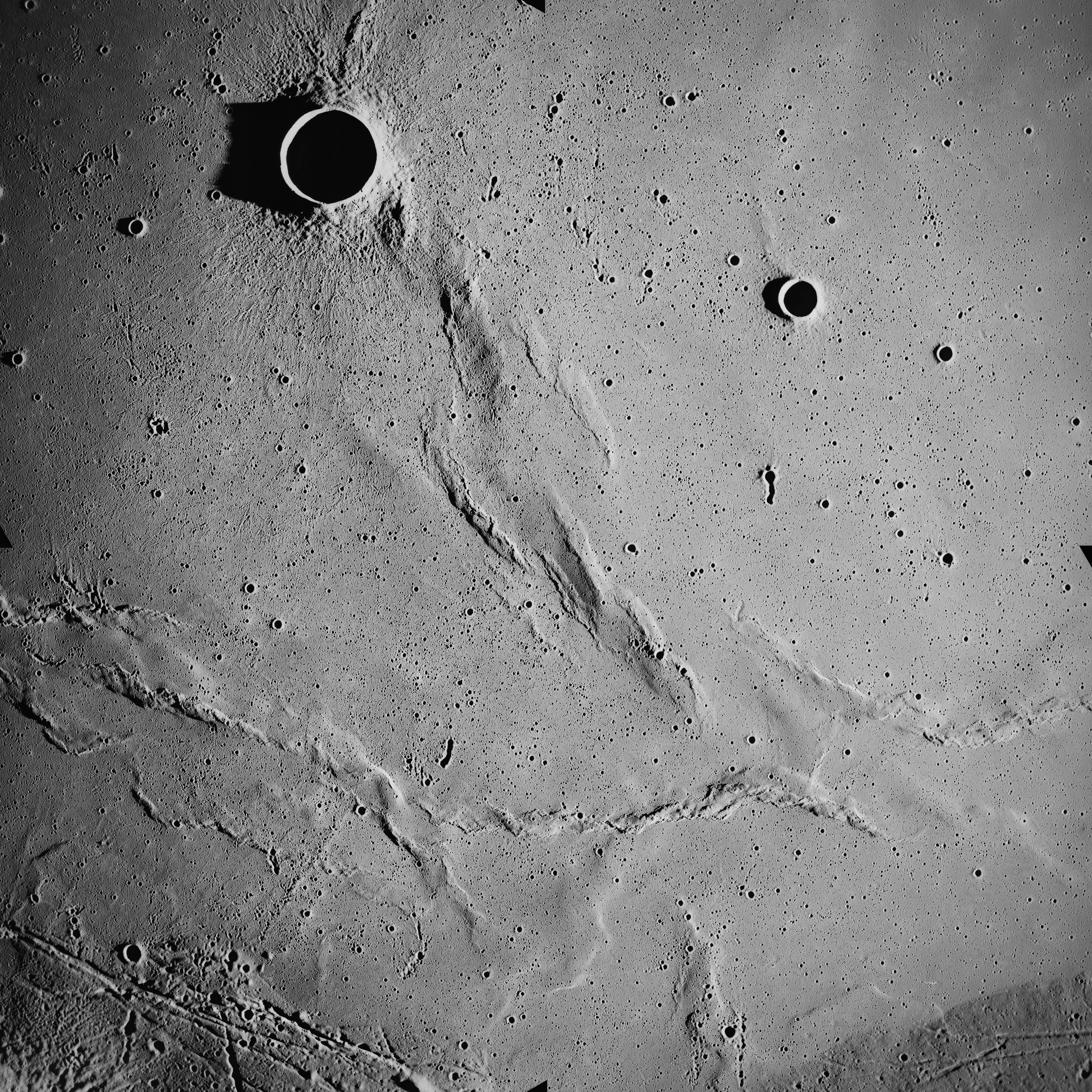
Bessel y Deseilligny (imagen Apolo17)

Los siguientes cráteres han sido renombrados por la IAU:
- Bessel A (véase Sarabhai)
- Bessel E (véase Bobillier)